# 長谷川夏樹
長谷川 夏樹（はせがわ なつき、1994年12月8日 - ）は、日本の元AV女優。

## 作品
- 2012年度ハイスクールミスコンで準グランプリを獲った美少女AVデビュー　野津亜梨紗18歳（2013年6月15日）